# جذعة نخاعية
أرومة النقوية أو الجذعة النخاعية أو سليفة النخاعية هي الخلايا الجذعية والتي سوف تفرق في واحدة من المستجيبات من سلسلة محببة التحفيز بواسطة G -CSF والسيتوكينات الأخرى تؤدي إلى النضج والتمايز والانتشار وبقاء الخلية وتوجد في نخاع العظام. الأصل هذه الخلايا تنحدر من خلايا شبكية البدائية والتي توجد في سدى من نخاع وهناك أيضا مرحلة وسيطة بين أرومة النقوية وهذه الخلايا الشبكية البدائية وهي أرومة الكريات في هذا الوقت هي عدة تطوير خطوط خلايا الدم المتاحة، مثل الكريات الحمر وتكون الصفيحات ينظم المحببات من قبل وكلاء الخلطية مثل عامل تحفيز مستعمرة (CSF ) و انترلوكين 3
موقعها في الجسم الارومة النقوية في الإنسان والارومة النقوية يقيمون في النخاع وتكون الدم يحدث في تجاويف خارج الأوعية بين الجيوب الأنفية لل نخاع ويتكون جدار الجيوب من نوعين مختلفين من الخلايا والخلايا البطانية وخلايا الشبكية الغلالة البرانية يتم محاذاة الخلايا مكونة للدم في الحبال أو أسافين بين هذه الجيوب والارومة النقوية والأسلاف الحبيبية الأخرى تتركز في المناطق تحت القشرية من هذه الحبال مكون الدم الهيكل أرومة النقوية هي خلايا صغيرة بدلا التي يبلغ قطرها ما بين 14 و 18 μm وتحتل الجزء الأكبر من نواة بيضوية كبيرة مكونة من لونين ناعم جدا وتمتلك 3 أو أكثر من الأنوية.السيتوبلازم له طابع مستقعد ويخلو من حبيبات وهو فارق كبير مع خليفتها وسليفة النقوية . نوية هو موقع التجمع من البروتينات الريباسيوالتي تقع في مختلف الجسيمات المتناثره في السيتوبلازم الميتوكوندريا موجودة ولكن لديها حجم صغير نوعا ما
السمات الرئيسية التي تميز أرومة النقوية من الخلايا الليمفية على الفحص المجهري هي وجود نويات أكثر وضوحا لونين النووي يجري أقل مكثف وحبيبات سيتوبلازمية موجودة.

## الوظيفة
رسم تخطيطي شامل ل تكون الدم البشري تتكون المحببات من 5 مراحل والتي من أرومة النقوية هي الخلية الأولى معترف بها التالي في تسلسل التمايز هو سليفة النقوية والتي يمكن أن تتطور إلى واحدة من خلايا السلائف الثلاثة المختلفة أرومة النقوية العدلات مستقعد أو الاتهاب هذا الانتشار يحتاج خمسة أقسام قبل الحصول على المرحلة النهائية هذه الانقسامات كل تجري في المراحل الثلاث الأولى من المحببات علم الأمراض المشكلة الأكثر شيوعا مع خلل أرومة النقوية هو سرطان الدم الحاد نقوي الأرومات هي سبب المظاهر السريرية الرئيسية التي فشل تكون الدم مع فقر الدم، والنزيف والعدوى نتيجة هناك تراكم التدريجي لل خلايا اللوكيميا وذلك لأن بعض الخلايا الاولية انفجار تجديد نفسها وسيكون لها تقسيم متباينة محدودة في بعض الأحيان يمكن أن تبدأ سرطان الدم الحاد نقوي الأرومات بسبب الاضطرابات الدموية في وقت سابق مثل متلازمة خلل التنسج النقوي قلة الكريات الشاملة أو تنسج من نخاع العظام.